# Changement climatique en Gambie
Le changement climatique a des impacts sur l'environnement et les habitants de la Gambie. En Gambie comme dans d'autres pays d'Afrique de l'Ouest, les impacts du réchauffement climatique devraient être variés et complexes. L'adaptation au changement climatique sera importante pour atteindre les objectifs de développement durable dans le pays,,.

## Impacts sur le milieu naturel
Le climat sahélien rend l'écorégion particulièrement vulnérable aux variations de l'eau. Le changement climatique devrait augmenter ou aggraver les tempêtes de vent, les inondations, les sécheresses, l'érosion côtière et l'intrusion d'eau salée,.

## Impacts sur les personnes

### Impacts économiques
L'Agriculture représente 26 % du PIB et emploie 68 % de la population active. Une grande partie de l'agriculture est pluviale, de sorte que les changements dans les précipitations auront des impacts significatifs. En 2012, la sécheresse et la hausse des prix des denrées alimentaires ont entraîné une crise alimentaire dans la région. Les riziculteurs près de la côte subissent également des intrusions d'eau salée.
Les pêcheries sont également vulnérables, les modifications apportées aux aires de reproduction des espèces côtières exerçant une pression supplémentaire sur des pratiques de pêche déjà non durables.
Les infrastructures subissent déjà des pertes importantes dues aux inondations et aux tempêtes de vent. Par exemple, les inondations urbaines de 2020 ont gravement endommagé au moins 2 371 maisons et détruit des cultures.

## Atténuation et adaptation

### Politiques et législation
La Gambie a publié un plan d'action prioritaire sur le changement climatique qui se concentre sur 24 activités intersectorielles.

### Coopération internationale
Le Programme des Nations unies pour l'environnement a lancé un projet de 20,5 millions de dollars en partenariat avec le gouvernement gambien pour restaurer les forêts et les terres agricoles marginales.